# Walnut Creek CDROM
Walnut Creek CDROM — американська приватна компанія, дистриб'ютор програмного забезпечення. Була одним з перших видавців безкоштовного, умовно-безкоштовного і вільного програмного забезпечення на CD-ROM.

## Історія
Компанія була заснована в серпні 1991 року Бобом Брюсом і була одним з перших комерційних дистриб'юторів вільного, а також безкоштовного та умовно-безкоштовного програмного забезпечення на компакт-дисках. Компанія випустила сотні компакт-дисків, і підтримувала популярний FTP-сервер ftp.cdrom.com, протягом багатьох років.
У перші роки, одними з найпопулярніших продуктів були Simtel Shareware для MS-DOS, CICA Shareware для Microsoft Windows, і Aminet архіви для Amiga. У січні 1996 компанія опублікувала колекцію з 350 текстів проекту «Гутенберг», — одну з найперших офіційно виданих колекцій електронних книг.
Програмні активи BSDI (FreeBSD, Slackware, BSD/OS) були придбані компанією Wind River Systems у 2001 році, а решта компанії перейменувалася на iXsystems. Незабаром після цього Wind River припинила спонсорство Slackware, а підрозділ FreeBSD було виокремлено в окрему компанію у 2002 році як FreeBSD Mall, Inc. Крім того, idgames та пов'язані з ними архіви перейшли до 3D Gamers у жовтні 2001 року.
Серверний бізнес iXsystems був придбаний у 2002 році компанією Offmyserver, яка повернула собі назву iXsystems у 2005 році. У лютому 2007 року iXsystems придбала FreeBSD Mall.
URL-адреса Walnut Creek CDROM на деякий час була перенаправлена на Simtel.net, але зараз "Сторінку не знайдено", як і SimTel (було закрито 15 березня 2013 року).

## UNIX-like
На території пострадянського простору Walnut Creek найбільш відома завдяки своїм тісним відносинам з проектом FreeBSD — однієї з найпопулярніших Unix систем з відкритим вихідним кодом. Walnut Creek підтримувала проект і поширювала його дистрибутиви на CD і через FTP сайт з моменту створення FreeBSD в 1993 році. У 1997 році Боб Брюс назвав FreeBSD «найуспішнішим продуктом» компанії.
Крім того Walnut Creek була також офіційним видавцем Slackware Linux.

## 2000-ніроки
Завдяки широкому поширенню і високій доступності широкосмугових підключень до мережі Інтернет, попит на програмне забезпечення на фізичному носії, різко скоротився. Для того щоб йти в ногу з часом, компанія об'єдналася з Berkeley Software Design (BSDI) в 2000 році, для того щоб сфокусувати свої зусилля на проектах аналогічних FreeBSD і BSD/OS. Це було лише початком довгого ланцюжка об'єднань, поділів, поглинань та перепродажів. В результаті залишки активів компанії були розподілені між великим числом різних власників.